# Plesio
Plesio (Pies in dialetto comasco, AFI: /ˈpjeːs/) è un comune italiano sparso di 809 abitanti della provincia di Como in Lombardia. Il comune fa parte della Comunità montana Valli del Lario e del Ceresio situato in Val Menaggio.

## Geografia fisica

### Territorio
Plesio è adagiato in zona collinare sotto le pittoresche crode dolomitiche del monte Grona, nelle Prealpi comasche, situato sul versante lariano della Val Menaggio al di sopra della riva occidentale del lago di Como. Da Como, suo capoluogo di provincia, dista 28 km.
L'intero territorio comunale ha una escursione altimetrica di 1832 m, da 275 a 2.107 m s.l.m., comprendendo nel suo territorio, la cima del monte Grona (1.736 m) e la cima del monte Bregagno (2.107 m). È suddiviso in sei frazioni, disposte a varie altitudini nell'ampia conca formatasi dall'erosione del ghiacciaio nei più antichi calcari marnosi e nelle arenarie del carnico.

Nella classificazione sismica dei comuni italiani prevista dalla OPCM 3274/2003, Plesio è classificato in zona 4 (pericolo irrilevante).
Il corso d'acqua più importante è il Sanagra. Questo torrente nasce nelle vicinanze dell'alpe Nesdale, sotto la vetta del Bregagno e il suo letto rappresenta il confine occidentale del territorio comunale. In passato venivano attribuite proprietà miracolose alle sue acque, il suo nome si riteneva originasse etimologicamente dal latino sanat aegros, cioè guarisce gli ammalati. La val Sanagra è una delle valli ancora oggi poco conosciute ed incontaminate della provincia di Como.

Altri piccoli torrenti, ma di portata non significativa, sono presenti, così come numerose sorgenti, tra le quali la più rilevante è la fonte del Tröi, che fornisce le acque allo stabilimento delle acque minerali Chiarella.

Panorama del centrolago di Como da Plesio.

Il paese, che gode di una magnifica posizione panoramica che spazia su tutto il centro lago, è circondato da prati e boschi secolari.

Tra le specie più rappresentative della flora troviamo: il castagno, il ciliegio selvatico, il tiglio, l'ontano, il nocciolo, il carpino nero, il maggiociondolo. Più in alto la betulla e sulle rocce della grona il pino mugo. Nelle vicinanze di Breglia è presente un esteso lariceto. Nel sottobosco troviamo il ginepro, il biancospino, il rododendro, il mirtillo, i funghi.

### Clima
Secondo la Classificazione climatica il centro abitato è situato in zona E, 2880 GG.

Il clima di Plesio è di tipo temperato fresco, influenzato dalla sua relativa altitudine, dalla buona esposizione e dalla vicinanza al lago di Como.
I dati provenienti dalla stazione meteorologica di Milano Malpensa indicano, in base alla media trentennale di riferimento (1961-1990) per l'Organizzazione Mondiale della Meteorologia, che la temperatura media del mese più freddo, gennaio, si attesta attorno a +1 °C; quella del mese più caldo, luglio, è di +22 °C. Le precipitazioni medie annue sono superiori ai 1000 mm.
| Milano Malpensa                    | Mesi | Mesi  | Mesi  | Mesi  | Mesi  | Mesi  | Mesi  | Mesi  | Mesi | Mesi | Mesi  | Mesi | Stagioni | Stagioni | Stagioni | Stagioni | Anno  |
| Milano Malpensa                    | Gen  | Feb   | Mar   | Apr   | Mag   | Giu   | Lug   | Ago   | Set  | Ott  | Nov   | Dic  | Inv      | Pri      | Est      | Aut      | Anno  |
| ---------------------------------- | ---- | ----- | ----- | ----- | ----- | ----- | ----- | ----- | ---- | ---- | ----- | ---- | -------- | -------- | -------- | -------- | ----- |
| T. max. media (°C)                 | 6    | 9     | 13    | 17    | 21    | 26    | 29    | 28    | 24   | 18   | 11    | 7    | 7,3      | 17       | 27,7     | 17,7     | 17,4  |
| T. min. media (°C)                 | −4   | −3    | 0     | 4     | 9     | 13    | 15    | 15    | 12   | 6    | 1     | −4   | −3,7     | 4,3      | 14,3     | 6,3      | 5,3   |
| Precipitazioni (mm)                | 68   | 77    | 100   | 106   | 132   | 93    | 67    | 98    | 73   | 107  | 106   | 55   | 200      | 338      | 258      | 286      | 1 082 |
| Giorni di pioggia                  | 6    | 6     | 7     | 9     | 10    | 9     | 6     | 7     | 6    | 8    | 7     | 6    | 18       | 26       | 22       | 21       | 87    |
| Umidità relativa media (%)         | 78   | 76    | 69    | 73    | 74    | 74    | 74    | 73    | 74   | 77   | 80    | 80   | 78       | 72       | 73,7     | 77       | 75,2  |
| Eliofania assoluta (ore al giorno) | 4    | 5     | 6     | 7     | 9     | 11    | 11    | 10    | 8    | 6    | 4     | 3    | 4        | 7,3      | 10,7     | 6        | 7     |
| Vento (direzione-m/s)              | N 4  | WSW 9 | SSW 9 | SSW 9 | SSW 9 | SSW 9 | SSW 9 | SSW 9 | S 4  | S 4  | SSW 4 | N 4  | 5,7      | 9        | 9        | 4        | 6,9   |

## Origini del nome
Un atto di compravendita redatto nel settembre 1014 cita Plesio col nome di Plisa, mentre nel 1335 viene chiamato comune de Plexio. Nel 1585 viene citato come Pieso.

Le ipotesi sull'origine toponomastica sono assai contrastanti. Alcuni lo derivano dal greco Πλησὶον, attribuendo la fondazione del paese ai coloni greci portati da Cesare, ma questa ipotesi è ritenuta oggi assai inverosimile. Altri riportando l'Orsini e l'Olivieri, dal prelatino blese, "pendio erboso". Altri ancora dal celtico "roccia sopra l'acqua". Il fermante bl, comune a numerosi toponimi indicanti luoghi collinosi scoscesi, suggerirebbe "monte a perpendicolo sul lago".

## Storia

### La preistoria
Plesio è un paese con antichissime origini.

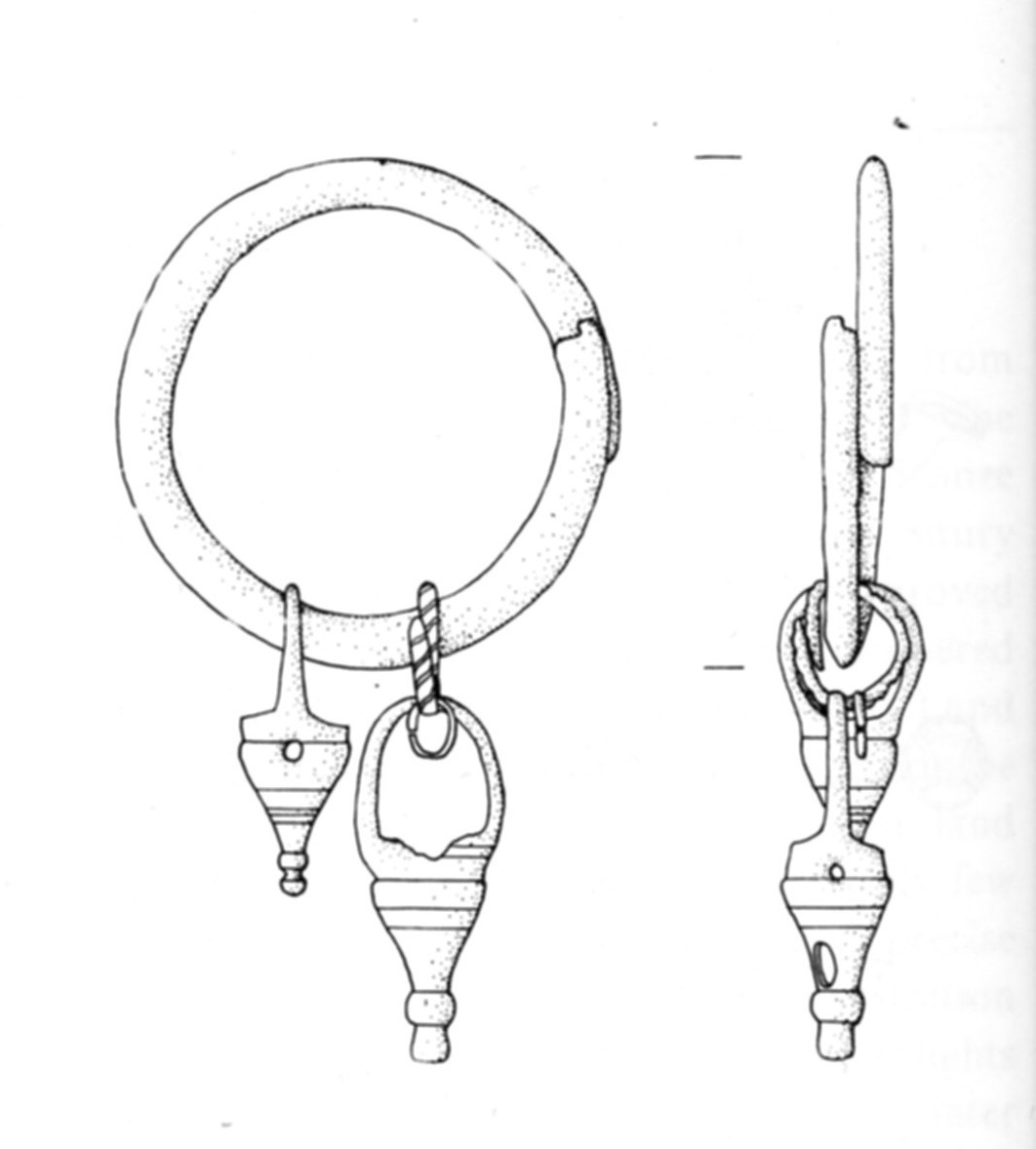
Anello e pendagli appartenenti alla tomba di Plesio.

I resti di una imponente cinta muraria che perimetrava la sommità del Ciapp del castell, così come i riferimenti della microtoponomastica circostante (Sibell, Dunira, Paron, Ligomena) fanno supporre la presenza di un castelliere dell'età del bronzo finale databile al XII secolo a.C.. Si tratta quindi di una residenza fortificata dove si poteva dominare e sorvegliare l'area circostante e dove nei momenti di pericolo la popolazione tributaria poteva trovarvi rifugio. Probabilmente Plesio è uno dei ventotto castella che si arresero in quel fatidico 196 a.C. al console romano Marco Claudio Marcello insieme ai Comenses ai quali era confederato.
Di difficile datazione e collocazione culturale sono le pietre a scodella scoperte a Breglia, ma che comunque ci conferma una presenza antichissima.
Le fonti archeologiche databili con sicurezza, sono riconducibili alla cultura di Golasecca (G III A 3) ed attestano la presenza umana all'inizio del IV secolo a.C.

Si tratta di due olle riscontrate sulla strada che da Calveseglio porta a Plesio all'inizio del XX secolo facenti parte di una tomba ad incinerazione di un personaggio di sesso femminile, contenenti le ceneri della defunta e numerosi oggetti a corredo.
L'origine del paese quindi è da collocare in un periodo storico ben preciso, caratterizzato dalla decadenza della cultura di Golasecca ed in particolare del suo centro principale che era Comum e dall'invasione dell'Italia da parte di popolazioni galliche transalpine.
La funzione di Plesio quindi, al pari di altre esperienze contemporanee, sembra essere quella di controllo di un punto obbligato della via di accesso alla città di Como. Risultava impossibile infatti costeggiare il lago per gli impervi dirupi del Sasso rancio, che venne attrezzato solo in epoca medievale e la via più naturale per aggirare l'ostacolo risultava quella di valicare la sella di Breglia, che per molti secoli restò la via principale. Comunque il Sasso rancio ha continuato a rappresentare un pericolo anche dopo la sistemazione medievale: Paolo Giovio ricordava che solo i pazzi lo attraversano e nel 1799 un'intera squadra di cavalleria cosacca dell'esercito austriaco al servizio del generale Bellegarde cadde a strapiombo nelle acque del lago.
Con la fondazione della nuova colonia di Novum Comum da parte di Gaio Giulio Cesare e con la nuova politica di espansione verso i valichi alpini, la via Regia acquistò un peso sempre più rilevante. Sarà poi solo sotto Augusto che si attuerà il progetto di rifacimento della rete viaria alpina per conquistare e pacificare i popoli germanici. Certamente la via Regina non ebbe mai un ruolo preponderante: infatti la maggior parte dei traffici transitava per via d'acqua, ma comunque, seppur secondario, la via richiedeva manutenzione e strutture di servizio.

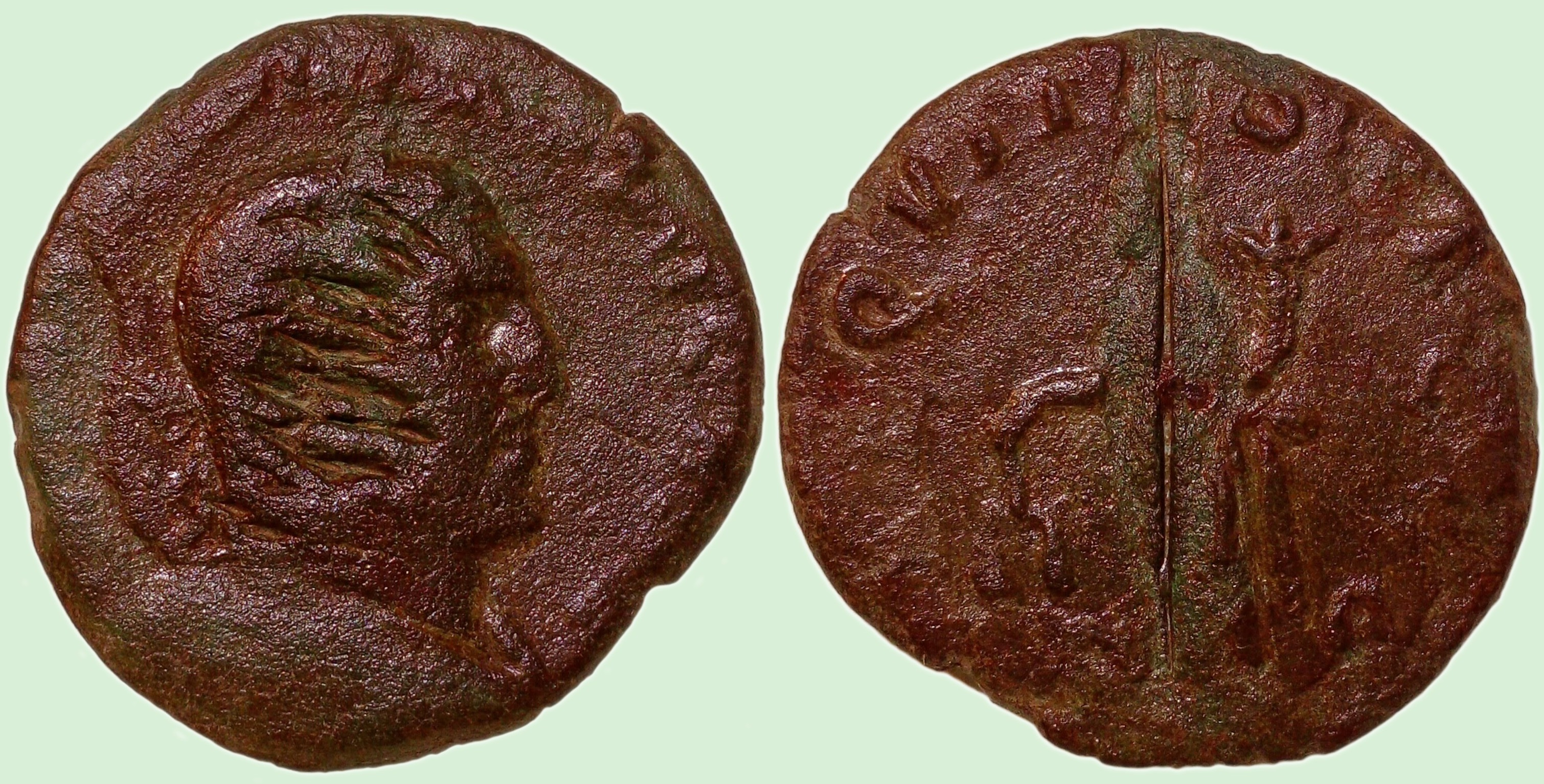
L'asse di Filippo l'Arabo trovato a Breglia.
D\ IMP M IVL PHILIPPVS AVG L'Imperatore Marco Giulio Filippo Augusto l'Arabo, busto laureato, paludato e corazzato a destra.
R\ AEQVITAS AVGG S C Aequitas stante a sinistra sorregge con la mano sinistra una cornucopia e con la destra una bilancia.

Così Logo, dove sorgerà la chiesa di san Sebastiano, era consacrato a Lugh, che i Romani chiameranno Mercurio, il dio dei commerci, delle strade e il protettore dei viaggiatori. A Calveseglio, dal latino carrus e vehes, c'era una mutatio per il cambio degli animali e qui nascerà il centro demico, religioso e civile, della convalle. A Breglia, il culmen della strada, la tomba del IV secolo ci suggerisce l'importanza del posto e l'asse dell'imperatore Marco Giulio Filippo Augusto detto Filippo l'Arabo ci permette di datare con sicurezza la presenza romana nella metà del terzo secolo.
Ma anche il comando con cui ancora oggi si comanda al proprio animale da soma di camminare, "i", ci tramanda la tradizione "latina" degli abitanti di Plesio di viaggiare e di trasportare.

### L'età antica
Secondo gli Statuti di Como del 1335 Plexio dicti montis [Menaxii] è un comune inserito nella pieve di Menaggio che già la ripartizione territoriale del 1240 attribuiva al quartiere di Porta Torre della città di Como. Al comune de Plexio spettava la manutenzione della via Regia nel tratto dal ponte de la polla sino all'ingresso del Saxo Rantio.
Il 9 settembre 1413 il duca Filippo Maria Visconti concede con privilegio a titolo feudale a Martino e Franchino de' Castelli di Menaggio, capitano della parte guelfa dei Vitani nella presa di Como, ed ai loro discendenti le terre di Plesio e di San Siro per i servizi resi. L'investitura feudale venne rinnovata nel 1469.
Nel Liber consulum civitatis Novocomi si riportano i giuramenti che i consoli comunali prestarono dal 1510 al 1536. Anche qui Plesio risulta inserito nella pieve di Menaggio, però nella Relazione Opizzone del 1644 appare iscritto nella Squadra di Rezzonico del Contado di Como.
Nel 1603 il pittore Gian Domenico Caresana, di Cureglia affresca l'altare maggiore e due altari laterali nella chiesa parrocchiale di san Fedele. Queste opere andarono distrutte con l'abbattimento della vecchia chiesa alla fine del XVIII secolo.
Dal censimento del 1751 si evince che Plesio era di nuovo inserito nella pieve di Menaggio, era composto da cinque terre: Plesio con 145 abitanti, Ligomena (Ligomna) con 128 abitanti, Logo (Luogo) con 96 abitanti, Barna con 197 abitanti e Calveseglio con 47 abitanti, non era infeudato, infatti con istrumento notarile di Francesco Mercansolo del 30 agosto 1647, per sottrarsi ad una possibile infeudazione, aveva versato alla Regia Tesoreria la somma di lire 1670 e ogni quindici anni pagava la somma di lire 100.

### L'emigrazione
L'emigrazione fu un fenomeno diffuso su tutto il territorio lariano quale strategia di sopravvivenza familiare. Di origine antichissima, è documentata già nel medioevo quando gli artigiani Magistri comacini abbandonavano i propri paesi e giravano l'Italia e l'Europa quali carpentieri.
Si tratta di un flusso che, a partire dal XVI secolo, ha raggiunto movimenti considerevoli di popolazione: nel 1599 gli abitanti di Plesio erano 900, nel 1643 erano 461 e nel 1699 erano 385. Gli assenti perché emigrati nel 1643 erano 115 uomini. L'emigrazione era quindi riservata agli individui maschi ed era di carattere temporaneo e stagionale.
Sul finire dell'inverno gli uomini in forza partivano per esercitare le professioni più disparate: muratori, facchini, mugnai, stagnini, artisti, ma anche marinai ed acrobati e talvolta, sebbene considerata degradante, soldati. Verso novembre ritornavano, se non succedevano imprevisti durante il viaggio o durante la permanenza, portando il sostentamento per le famiglie, per gestire il patrimonio e per stabilire le alleanze matrimoniali. Durante i mesi estivi toccava soprattutto alle donne tenere "il focolaio acceso" e dedicarsi ai duri lavori dei campi.
Le mete erano le città della Lombardia e dell'Italia, ma ha raggiunto paesi anche lontani come la Germania, l'Austria, i Paesi Bassi arrivando persino la Russia. Nel XIX secolo le mete preferite furono l'Argentina e l'America in genere.
Le cause che generarono questo fenomeno furono gli insostenibili oneri fiscali, l'instabilità politica che generava saccheggi e distruzioni, le malattie, in particolare la peste del 1630.
Gli emigrati si associavano in confraternite, chiamate scuole o società, dedicate al santo protettore dei paesi d'origine e mantenevano i legami con la propria terra elargendo beni per abbellire la chiesa o per opere pubbliche o di carità. La Societas Mediolani degli emigrati di Barna e Ligomena fece costruire nel 1638 per lo scampato pericolo della peste la cappella di san Rocco e offrì una tela a olio con l'immagine del santo. Ioannes de Pertusiis de Lichomina nel 1676 dona alla chiesa parrocchiale un beneficio perpetuo di cento libre all'anno. Invece Ioannes Stephanus de Petiis di Breglia fa un lascito perché il parroco insegni ai bambini conterranei a leggere e scrivere
Contemporaneamente all'emigrazione si assistette anche al fenomeno contrario: il vuoto lasciato dagli emigrati, veniva ricolmato da altre persone che, giunti per trovare lavoro, si sposavano e venivano accettati come vicini dalla comunità. In un secondo tempo essi stessi sarebbero diventati a loro volta emigranti. Così nel XVI secolo arrivarono i Pedrazzini provenienti da Campo Vallemaggia, nel XVII secolo i Dell'Avo ancora da Campo e i Tenti da Vals in Val Lumnezia.

### Il banditismo
Dopo la costituzione della Repubblica Cisalpina, i Francesi di Napoleone, giunti in Italia nel 1796, avevano instaurato un regime di soprusi e di violenza. Agli occhi del popolo la nuova repubblica significava ruberie, nuove tasse, incomprensibile ed offensivo oltraggio del sentimento religioso. Ma la cosa più grave che suscitò il malcontento popolare fu l'istituzione della coscrizione obbligatoria che costrinse tanti uomini alla clandestinità e al brigantaggio.
Giacomo Carciocchi detto Carcini di Ligomena ebbe un ruolo decisivo.

### L'età contemporanea
Un decreto di riorganizzazione amministrativa del Regno d'Italia napoleonico datato 1807 sancì l'annessione al comune di Breglia, decisione che venne ribaltata cinque anni dopo, quando un nuovo decreto comportò la ricostituzione del comune di Plesio, al quale Breglia risultò aggregato. Tutte le decisioni del periodo napoleonico furono tuttavia cancellate dalla Restaurazione, con gli austro-ungarici che ricostituirono il vecchio comune di Plesio con Barna, Calviseglio, Ligomna e Logo.
Nel 1908 David Beghè affresca il presbiterio della priorale con due scene della vita del patrono san Fedele.
Nel 1928 il comune di Plesio vide allargare i propri confini territoriali con l'annessione del soppresso comune di Breglia.
Nell'ultimo conflitto mondiale anche Plesio visse momenti drammatici. Il 29 marzo del 1944, le famigerate Brigate Nere di Menaggio, comandate da Emilio Castelli, rastrellarono le frazioni in cerca di renitenti alla leva. Non riuscendo a scovarli, ben 39 persone furono tratte in ostaggio destinate alla deportazione nei lager tedeschi. La spietata strategia funzionò, il 1º agosto 1944 i 13 renitenti si arresero al questore Pozzoli. Alcuni di questi giovani non tornarono più dai campi di prigionia..

### Simboli
Lo stemma e il gonfalone sono stati concessi con decreto del presidente della Repubblica del 18 dicembre 1951.

Lo stemma del comune è dedotto da una scultura in pietra posta sopra un portale, tradizionalmente considerata lo stemma del paese. È così descritto: 
La scritta "Plesios" riprende la possibile etimologia greca del nome paese. L'aquila è simbolo delle origini romane del territorio e della sua posizione in altitudine tra le montagne. La tunica d'argento allude alla veste dei monaci cistercensi che nel 1169 ripararono a Plesio sospinti dalle truppe del Barbarossa e vi edificarono un convento.
Il gonfalone è un drappo di azzurro.

## Monumenti e luoghi d'interesse

### Architetture civili
- Abbeveratoi e lavatoi sono presenti in tutte le frazioni, in particolar modo si segnala la fontana ed il lavatoio di Barna ed il lavatoio di Plesio chiamato fregee.

### Architetture religiose

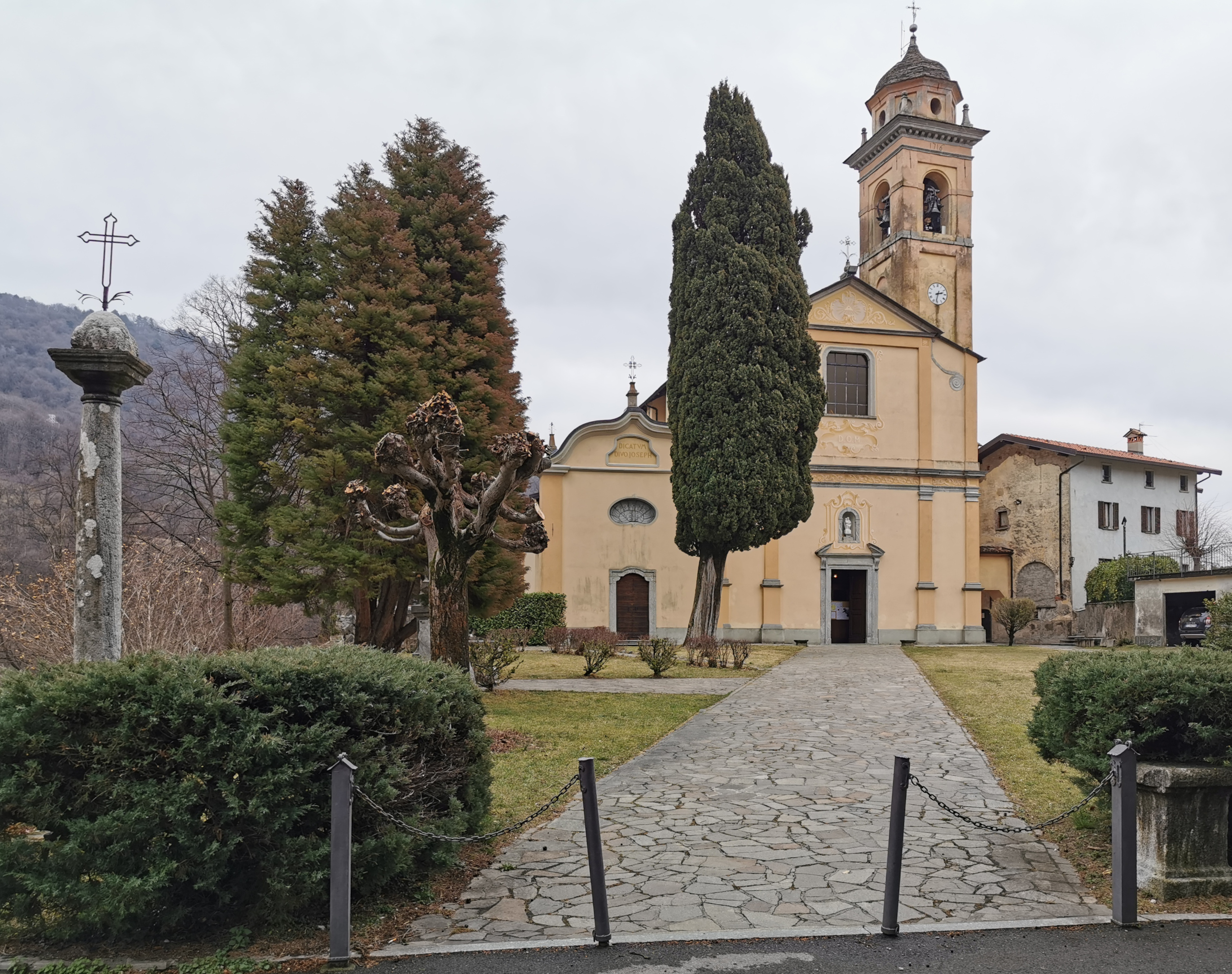
Chiesa di San Fedele

- Chiesa priorale di san Fedele - Plesio, risalente al 1585[19] ma rimaneggiata nel XIX secolo[37]. Internamente, ospita affreschi dei secoli XVII e XVIII[19].

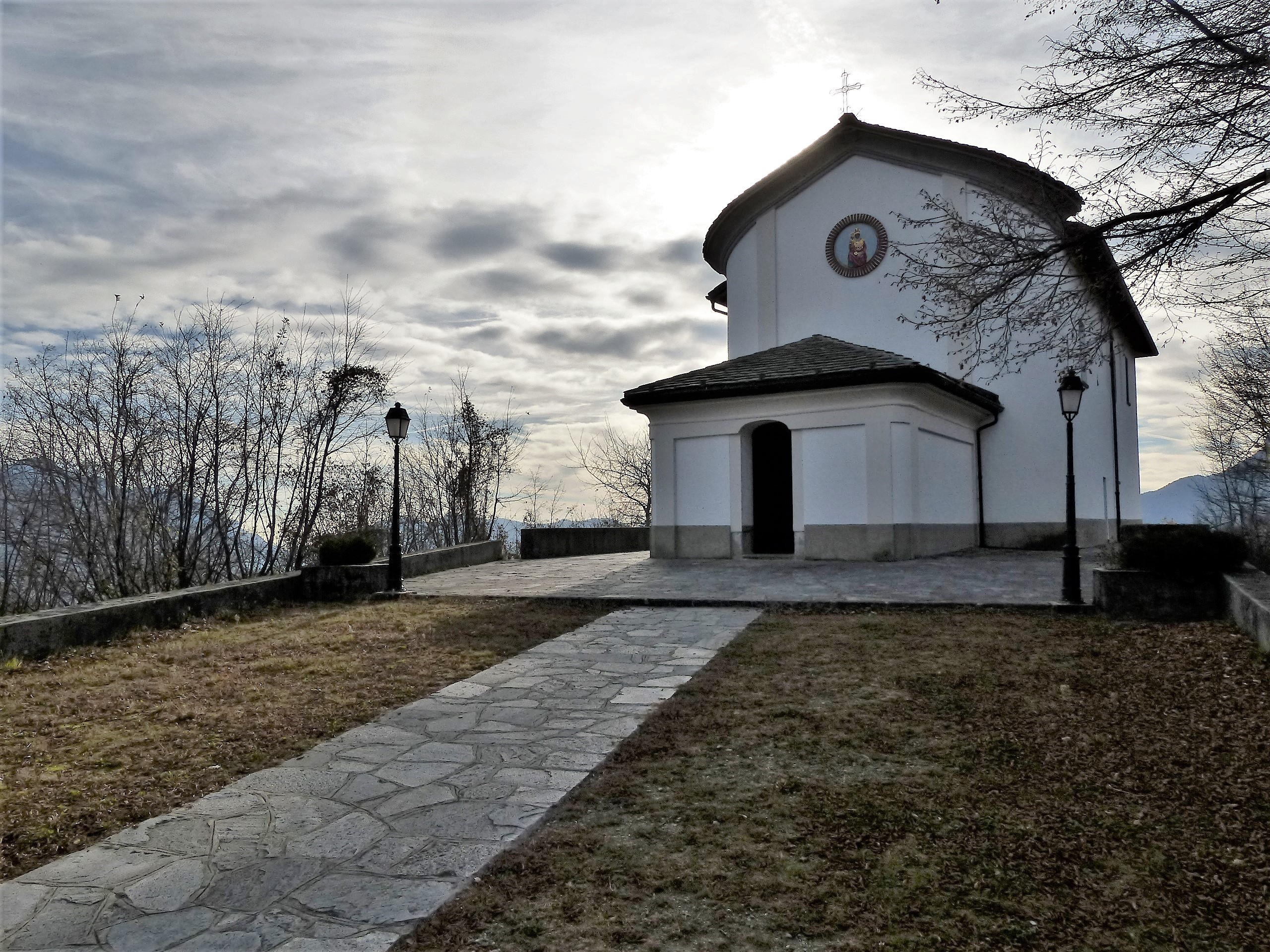
Santuario della Madonna di Breglia

- Santuario della Madonna di Breglia - Breglia, del XVIII secolo[38]. Il Santuario è annoverato nell'elenco dei Santuari e templi votivi della Diocesi di Como[39].

Custodisce un organo Rugantino della prima metà del XVII secolo.
- Oratorio di san Sebastiano - Logo[41]

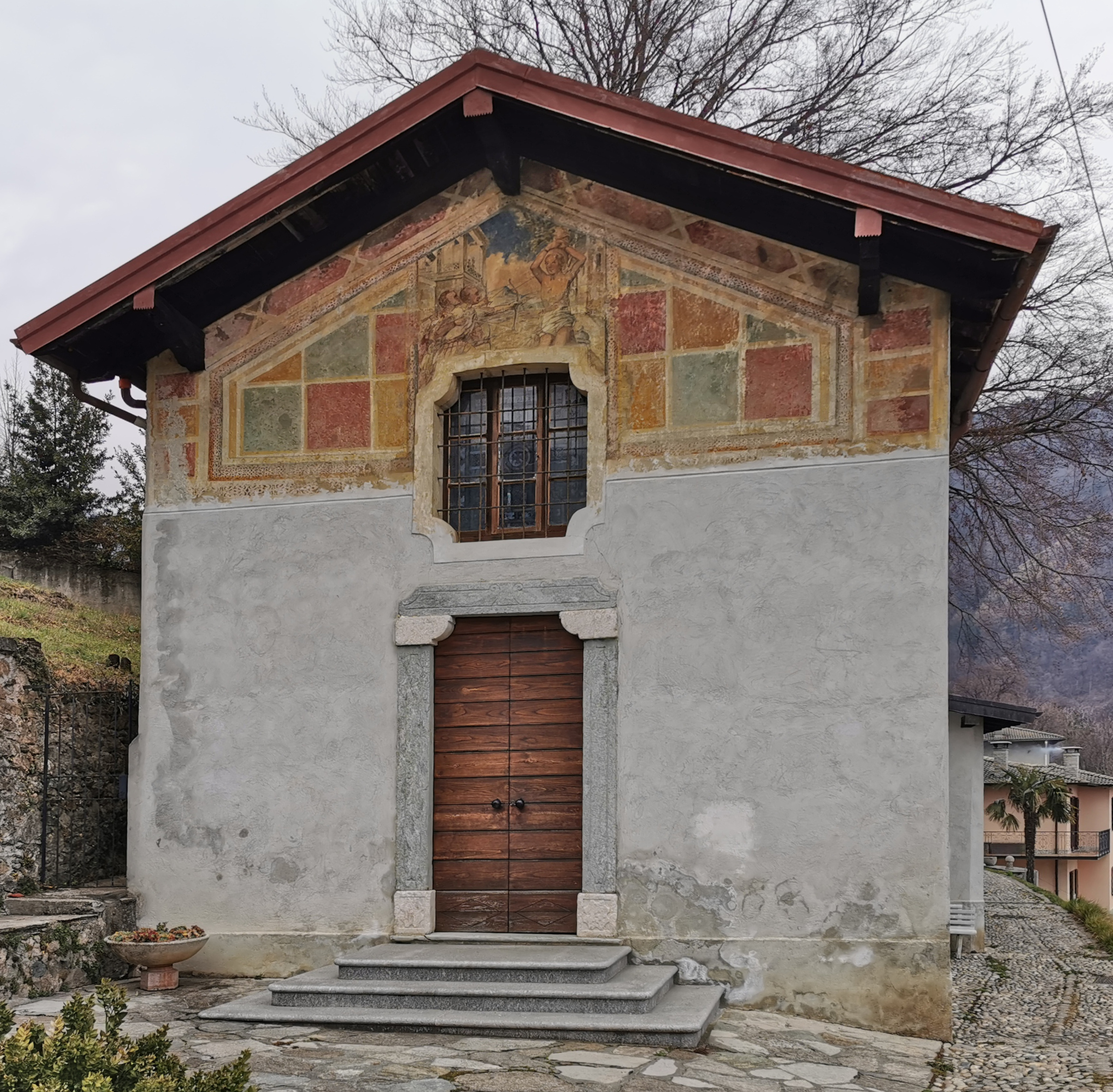
Oratorio di San Sebastiano

- Oratorio montano di sant'Amaa (o sant'Amate). L'oratorio montano di sant'Amaa

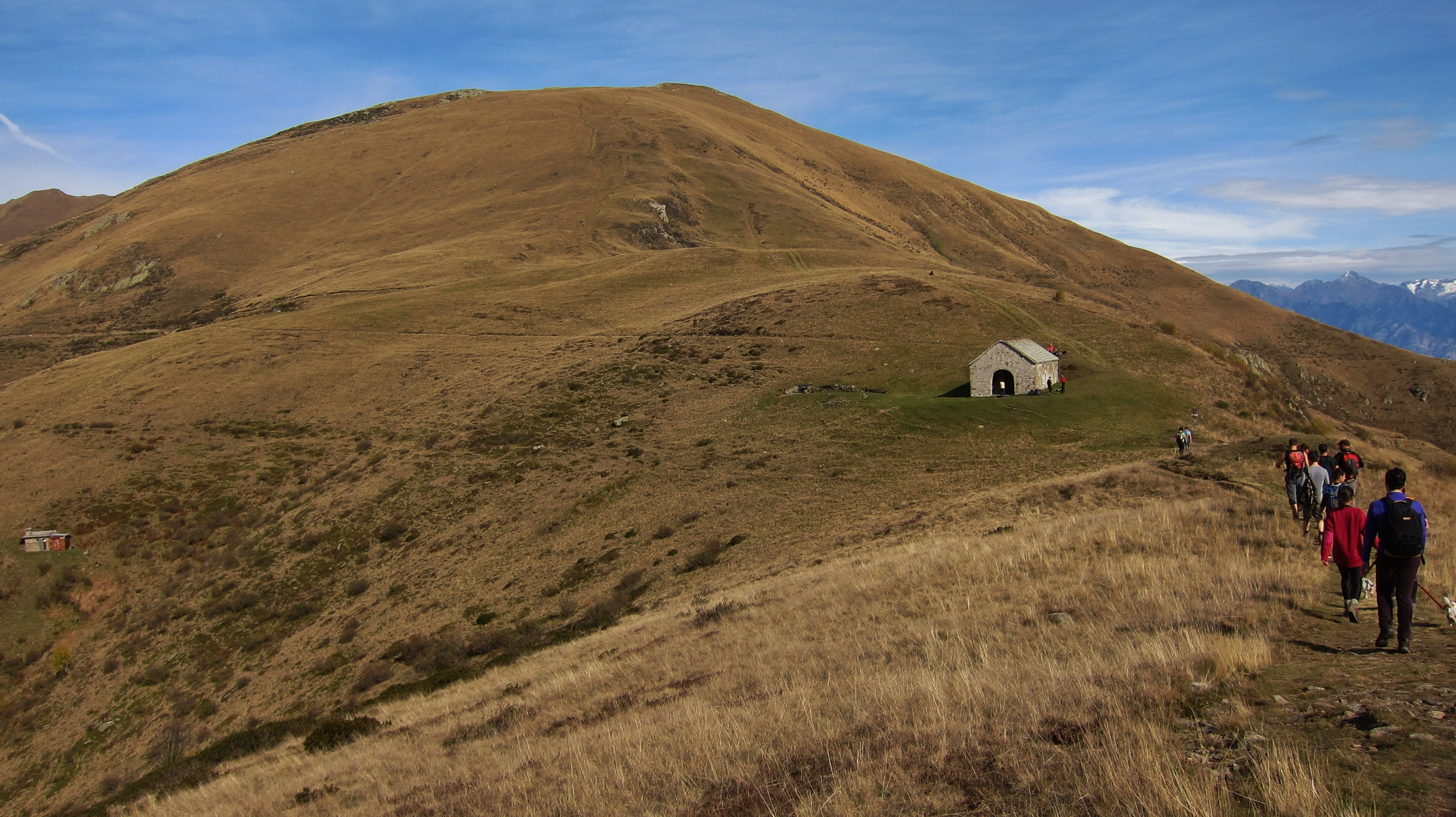
L'oratorio montano di sant'Amaa

È una piccola costruzione a pianta rettangolare a navata unica preceduta da un nartece antistante l'ingresso. È costruita in una posizione particolarmente suggestiva dal punto di vista paesaggistico, vicino ad una sorgente, sulla sella di sant'Amate, alla fine della Forcoletta del monte Grona e l'inizio della dorsale sud del costone del Bregagno.

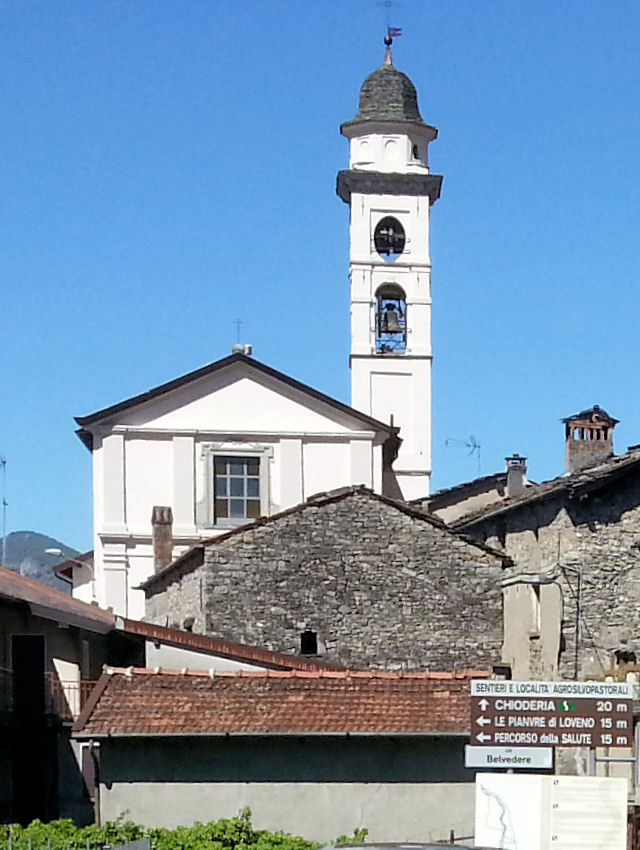
Chiesa di Santa Maria Maddalena

- Chiesa di santa Maria Maddalena - Barna, del XVII secolo[42]
- Oratorio di san Bernardo - Ligomena del XVII secolo[43]
- Cappella di san Domenico - Breglia
- Oratorio di san Rocco - San Rocco, del XVII secolo[44]Oratorio di San Rocco, Interno

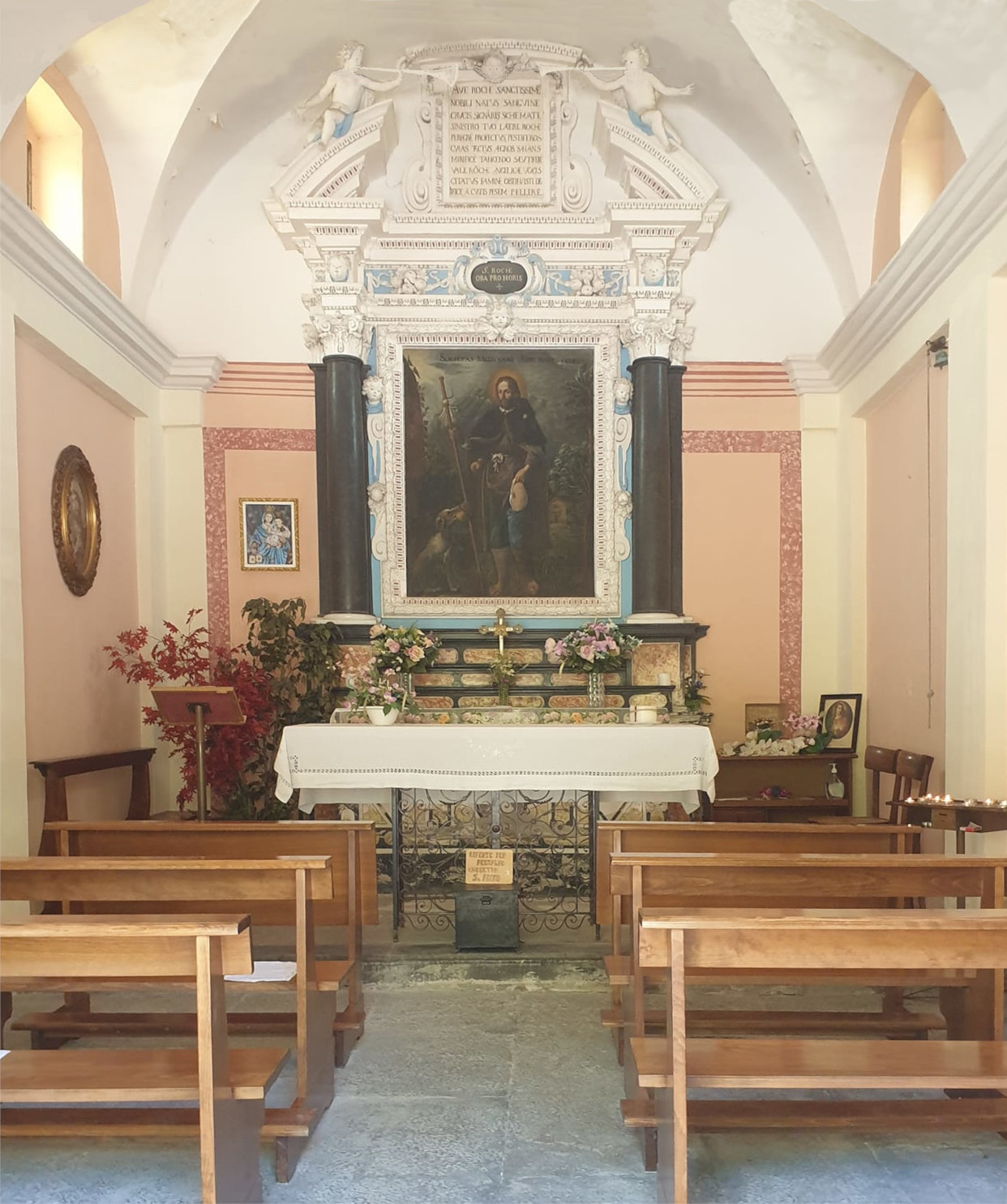
Oratorio di San Rocco, Interno

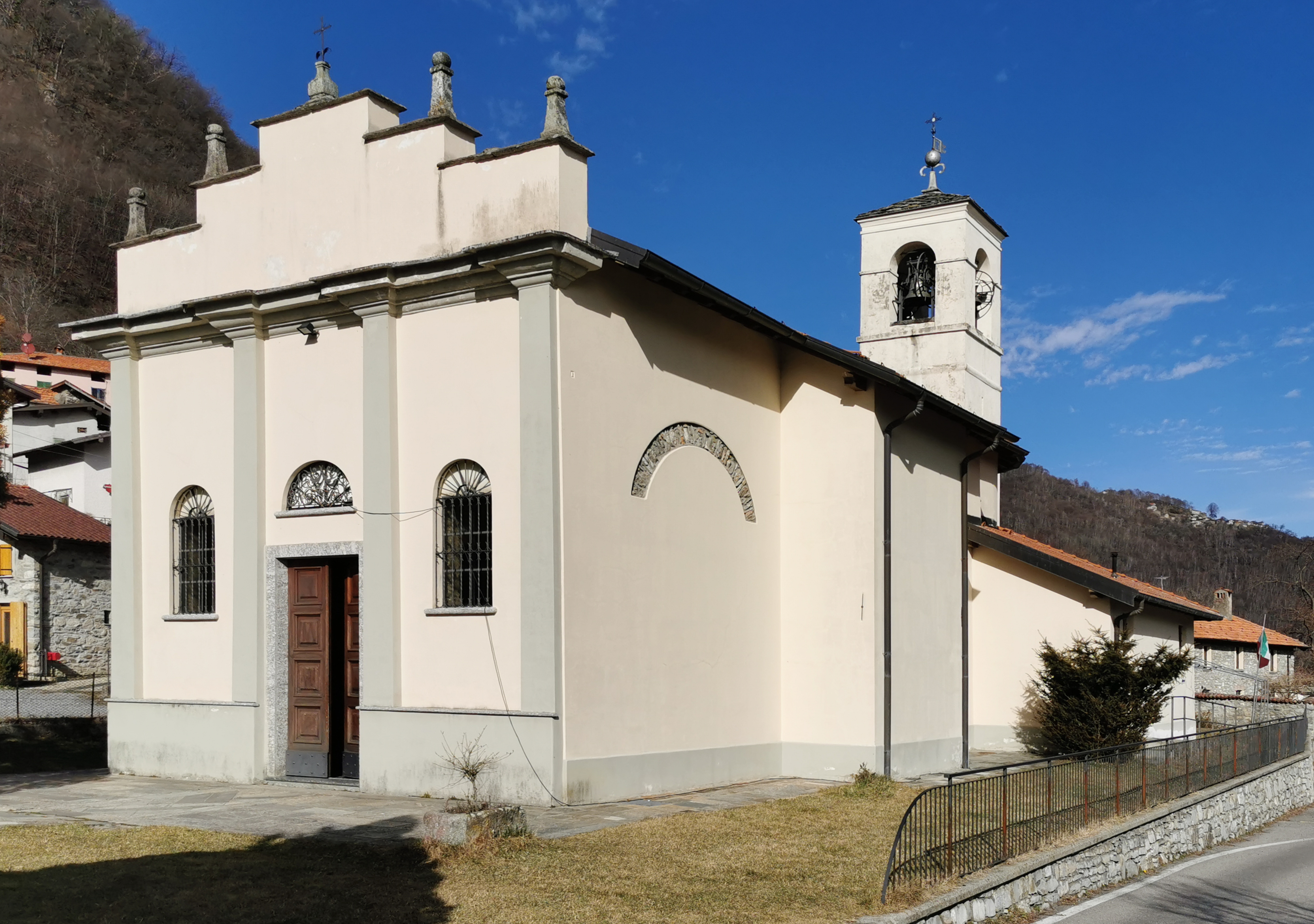
Chiesa di San Gregorio

- Chiesa di san Gregorio - Breglia, risalente al Settecento[19] ma rimaneggiata nel XIX secolo[45]
- Oratorio di San Giuseppe - Plesio
- Cappella dell'Annunciazione - Plesio

### Aree naturali
- Vetta Monte Grona
- Vetta Monte Bregagno
- Rifugio Menaggio
- Tana de l'orb
- Alpe Nesdale
- Alpe Varoo
- Torrente Sanagra e Sass Scurbee
- Mulino Spinzi

### Siti archeologici
- Masso avello di Calveseglio,[46] in località Pasera[19]
- Tomba tardoromana a Breglia

## Società

### Evoluzione demografica

#### Demografia pre-unitaria
- 1751: 145 abitanti a Plesio, 128 a Ligomena, 96 a Logo, 197 a Barna e 47 a Calveseglio[24]
- 1771: 633 abitanti[47]
- 1805: 220 abitanti[31]
- 1809: 672 abitanti (dopo l'annessione a Breglia)[31]
- 1853: 1 046 abitanti[32]

#### Demografia post-unitaria
Il 10 luglio 2010 il comune di Plesio contava una popolazione di 853 abitanti, di cui 428 maschi e 425 femmine. La densità è di 50 abitanti per km². I nuclei familiari sono 393, composti mediamente da 2,25 persone. L'indice di vecchiaia è 197,2%.

Abitanti censiti

### Etnie e minoranze straniere
La presenza straniera nel comune è trascurabile. La popolazione straniera residente è rappresentata da 45 unità.

### Lingue e dialetti
A Plesio è ancora ben conservato l'uso del dialetto locale, variante del dialetto comasco, che fa parte della famiglia dei dialetti lombardi occidentali. Si tratta dunque di una lingua romanza derivata dal latino. Alcuni studiosi vi hanno scorto tracce sia delle lingue dei popoli anteriori alla latinizzazione della regione, in particolare l'antico ligure e il gallico, sia delle lingue germaniche utilizzate dalle popolazioni barbariche,
anche se i dati sull'effettiva influenza di questi sostrati sono pochi e di varia interpretazione. 
Notevoli sono anche le influenze spagnole e francesi subite nel corso dei secoli passati.

### Religione
La religione maggiormente praticata in paese è, come per l'Italia, quella cattolica. L'adesione ad altre religioni è pressoché irrilevante.
Plesio è inclusa nel territorio della diocesi di Como, inserita nel vicariato di Menaggio.
La parrocchia di san Fedele martire di Plesio venne eretta il 18 gennaio 1585 dal vescovo di Como Giovanni Antonio Maria Volpi separandosi da Menaggio. Precedentemente la cura delle anime era affidata alla Collegiata dei canonici di santo Stefano di Menaggio. A sua volta, il 22 maggio 1636, il territorio di Barna venne smembrato erigendosi a parrocchia di santa Maria Maddalena per opera del vescovo di Como Lazzaro Carafino.
Breglia, già membro della parrocchia di Santa Maria Rezzonico, nel 1492 veniva costituita quale viceparrocchia di san Gregorio magno restando membro della stessa chiesa di santa Maria. Venne poi eretta a parrocchia indipendente il 20 novembre 1737 sotto l'episcopato di Alberico Simonetta. Nel 1959 la parrocchia di san Gregorio venne unita aeque principaliter dal vescovo Felice Bonomini alla parrocchia di san Fedele di Plesio. Infine nel 1986 le due parrocchie vennero fuse costituendosi la nuova parrocchia di san Fedele martire e san Gregorio magno di Plesio.

### Tradizioni e folclore

#### El primm dì 'l'ann
La mattina del 1º gennaio i bambini erano soliti girare per le case dei vicini per portare l'augurio di buon anno recitando una filastrocca
(Dialetto plesiense)
Ricevevano così piccoli doni di ringraziamento, un tempo qualche noce o qualche castagna, oggi un dolcetto o un regalino.

Questa usanza va pian piano scomparendo.

#### El giünee
Il 31 gennaio tutti i ragazzi di ciascuna frazione del paese si preparano per la festa del Giünee.

Alcuni si preparano un pupazzo di paglia, lo si veste con abiti in disuso e lo si inserisce su un'asta di legno, in modo da poterlo portare comodamente.

Altri, i più piccoli, si fanno dare i sampugn, i campanacci delle mucche e delle capre dai propri genitori.
Nel pomeriggio ci si riunisce e si gira per le strade della propria frazione portando i Giünee e scuotendo i campanacci gridando
(dialetto plesiense)
È questa anche l'occasione per fare degli scherzi: ci si reca presso la casa di qualche persona particolarmente irascibile e la si chiama fuori in strada, come questa esce si mostrano i Giünee, si suonano i campanacci e si grida il ritornello.

Con l'imbrunire, i Giünee vengono ammucchiati in un prato fuori dal paese e vengono festosamente bruciati nel baccano delle grida e degli scampanellii.

## Cultura

### Istruzione

#### Biblioteche
La biblioteca comunale ha sede in un edificio a fianco della casa comunale. Essa è attiva dagli anni settanta e fa parte come punto di prestito del Sistema bibliotecario Lario ovest, a sua volta inserito nel Sistema bibliotecario della provincia di Como.

#### Scuole
L'istruzione è stata una preoccupazione importante a Plesio.

Nella magna charta del 1730, tra gli obblighi spattanti al Priore, l'articolo 18 recita: Che il suddetto nostro Parocho sia tenuto far scolla continua e ben regolata, alli figlioli del Priorato, et educarli a legere, e scrivere, con qualche puochi conti...

A Breglia, nel 1778, il parroco don Domenico Galli aveva istituito un collegio - ginnasio.

In epoca recente, l'Asilo infantile venne fondato nel 1897, mentre la Società di mutuo soccorso e istruzione di Plesio, Barna e Breglia venne fondata nel 1911.

La sede scolastica inizialmente venne collocata in un locale sopra la sacrestia della chiesa priorale di san Fedele, in seguito, con l'erezione del municipio, gli vennero riservate due aule nella sede comunale.

Anche Barna e Breglia possedevano propria sede scolastica fino agli anni sessanta del secolo scorso.

Oggi la sede, dedicata ad Aldo Moro, è unica per i due plessi scolastici statali della scuola dell'infanzia e della scuola primaria.

Per i gradi scolastici superiori, a causa dell'esiguità del numero, gli scolari sono costretti a studiare fuori paese.

### Teatro
Il parroco priore don Umberto Marmori aveva dato vita ad una intensa attività teatrale costruendo a Calveseglio una sala - auditorium ed organizzando una partecipata compagnia teatrale.

La sala teatrale oggi è in disuso, avendo posti limitati e non possedendo i requisiti di sicurezza previsti. Richiederebbe un buon lavoro di recupero.
La tradizione però continua con la compagnia teatrale amatoriale I Tacui de Barna che prepara spettacoli dialettali proponendoli anche ai paesi circostanti e partecipando a rassegne a livello provinciale.

### Media

#### Stampa
Il comune pubblica a cadenza annuale, dal 1996, Vivi Plesio, un notiziario a diffusione gratuita sulla situazione generale del paese.

### Cucina
Nella cucina tradizionale vengono impiegati i prodotti tipici delle principali attività svolte nel passato, cioè l'agricoltura e la pastorizia.

Piatto base immancabile è la polenta che deve necessariamente essere cotta su fuoco a legna e in un paiolo di rame mischiando con la resena farina di granoturco e di grano saraceno. La polenta viene accompagnata con i più svariati alimenti: carni, verdure, insaccati, latte, formaggio, pesce, uova. La pulenta uncia viene preparata mischiando grossolanamente a freddo la polenta con la semüda, il formaggio casereccio, immersi in abbondante burro fritto con aglio ed erba salvia. Nella pulenta colda e galina fregia viene servita con carne di gallina bollita e lasciata raffreddare. Negli alpeggi si mangiava abitualmente polenta e latte o polenta e formaggio.

Anticamente la polenta posta nella basla veniva tagliata a fette con dello spago e consumata tenendola in mano.

La pult è una polentina prodotta con farina di granoturco e frumento. La si consuma, soprattutto in estate, mischiata con burro ed intinta nel latte freddo.

## Geografia antropica

### Frazioni
Malgrado la speculazione edilizia abbia parzialmente modificato, piuttosto disordinatamente, la struttura urbanistica originale, è ancora possibile individuare gli storici vici dell'antico conciliabulum, che anticamente erano detti terre mentre oggi costituiscono le frazioni del comune di Plesio: Barna, Calveseglio, Ligomena, Logo e Breglia che ha da sempre mantenuto autonomia, sia civile che religiosa, essendo stato comune autonomo fino al 1928 e parrocchia fino al 1986.

### Altre località
Altri nuclei di modeste entità sono Piazzo, le prime abitazioni che si incontrano prima di arrivare a Logo e San Rocco nelle vicinanze dell'oratorio dedicato al santo tra Ligomena e Barna.
A quote più elevate, diversi gruppi di abitazioni e cascine che un tempo erano utilizzate per l'alloggio temporaneo e stagionale del bestiame, ma che oggi vengono generalmente utilizzate come seconde abitazioni e rappresentano mete ideali per piacevoli escursioni: La Piaza, Punt, Palira, Barì, Feree, Tampia, Munt.

## Economia
Fino alla metà del secolo scorso le attività fondamentali si svolgevano a livello familiare ed erano l'agricoltura, la pastorizia e la silvicoltura. Questi lavori erano riservati principalmente alle donne, agli anziani e ai ragazzi, mentre agli uomini era riservato per periodi più o meno lunghi l'emigrazione per integrare queste attività di pura sussistenza.
I terreni del paese sono piuttosto scoscesi ed impervi e non danno la possibilità di coltivazioni intensive. Ci si limitava a coltivare per i fabbisogni alimentari familiari e del bestiame: cereali, legumi ed ortaggi, patate, fienagione. Con la vite si produceva il nustranell. Oggi queste attività sono quasi scomparse, limitandosi a coltivare pochi ortaggi.
Ogni famiglia possedeva qualche mucca e qualche capra, un asino, un maiale, qualche gallina e qualche coniglio, talvolta qualche pecora. La bachicoltura era un'attività supplementare. Oggi queste attività sono pressoché scomparse.
I boschi producevano le castagne, che erano elemento fondamentale dell'alimentazione, legna che veniva usata direttamente come combustibile o bruciata nei puiatt per produrre carbone vegetale che veniva poi venduto.
Altri lavori erano la produzione di calce che veniva utilizzata in edilizia, l'estrazione di torba e di sabbia e, attività non del tutto marginale, il contrabbando.

### Il marmo
Per un ventennio, dal 1935 al 1955, si è sfruttata a livello industriale una cave sopra Ligomena per l'estrazione del marmo. Si trattava di una particolare pietra a striature rosse che veniva chiamata fiamma di Plesio. La difficoltosa accessibilità del sito e la qualità non del tutto pregiata decisero per l'abbandono.

### L'acqua minerale
L'unica industria, attiva dal 1965, è l'imbottigliamento dell'acqua oligominerale Chiarella. L'acqua sgorga da una sorgente a quota 760 m

## Infrastrutture e trasporti

### Vie di accesso
In automobile: strada carrozzabile SP7 proveniente da Menaggio.
In pullman: servizio pubblico SPT autolinea C13 Menaggio-Plesio.
A marzo 2015 è iniziata la costruzione di una strada di collegamento tra la frazione di Breglia e di Carcente nel comune di San Siro attraverso la valle del torrente Serio. Si tratta di un tratto di circa quattro chilometri che percorrerà a monte il tracciato mulattiero dell'Antica Via Regina. Polemiche sono sorte, soprattutto da parte di associazioni ecologiste, circa l'effettiva utilità della strada soprattutto in rapporto alle risorse pubbliche impiegate, la sicurezza, lo squilibrio idrogeologico causato ed il deturpamento di un luogo considerato ancora incontaminato dal punto di vista paesaggistico e storico.

## Amministrazione
Il comune di Plesio appartiene alla Comunità montana Valli del Lario e del Ceresio insieme ai comuni di Bene Lario, Carlazzo, Cavargna, Consiglio di Rumo, Corrido, Cremia, Cusino, Domaso, Dongo, Dosso del Liro, Garzeno, Gera Lario, Germasino, Grandola ed Uniti, Gravedona, Livo, Menaggio, Montemezzo, Musso, Peglio, Pianello del Lario, Porlezza, San Bartolomeo Val Cavargna, San Nazzaro Val Cavargna, San Siro, Sorico, Stazzona, Trezzone, Val Rezzo, Valsolda e Vercana.
Il 1º dicembre 2013, in seguito a referendum popolare, è stata respinta la proposta di aggregare il comune con Menaggio, Grandola ed Uniti e Bene Lario. Su 361 votanti i no sono stati il 76%, contro il 24% dei sì.
Elenco dei sindaci di Plesio:
| Periodo | Periodo   | Primo cittadino      | Partito              | Carica                  | Note |
| ------- | --------- | -------------------- | -------------------- | ----------------------- | ---- |
| 1866    | 1871      | Gregorio Sani        |                      | Sindaco                 |      |
| 1872    | 1883      | Giovanni Cima        |                      | Sindaco                 |      |
| 1884    | 1885      | Pietro Macheo        |                      | Sindaco                 |      |
| 1886    | 1902      | Battista Gatti       |                      | Sindaco                 |      |
| 1903    | 1910      | Giuseppe Carimati    |                      | Sindaco                 |      |
| 1911    | 1914      | Giuseppe Galli       |                      | Sindaco                 |      |
| 1915    | 1920      | Giuseppe Carimati    |                      | Sindaco                 |      |
| 1921    | 1926      | Fermo Petazzi        |                      | Sindaco                 |      |
| 1927    | 1928      | Fermo Petazzi        |                      | Podestà                 |      |
| 1929    | 1930      | Fermo Petazzi        |                      | Commissario prefettizio |      |
| 1931    | 1931      | Gian Giacomo Corti   |                      | Podestà                 |      |
| 1932    | 1933      | Marcello Adorni      |                      | Commissario prefettizio |      |
| 1934    | 1937      | Marcello Adorni      |                      | Podestà                 |      |
| 1939    | 1944      | Antonio Bertarelli   |                      | Podestà                 |      |
| 1944    | 1945      | Febo Bianchi         |                      | Commissario prefettizio |      |
| 1945    | 1946      | Pietro Dell'Avo      |                      | Sindaco                 |      |
| 1946    | 1948      | Giovanni Gatti       |                      | Sindaco                 |      |
| 1949    | 1953      | Giuseppe Carimati    |                      | Sindaco                 |      |
| 1953    | 1964      | Luigi Macheo         |                      | Sindaco                 |      |
| 1965    | 1970      | Ugo Palvarini        | Democrazia cristiana | Sindaco                 |      |
| 1970    | 1977      | Ernesto Palmieri     |                      | Sindaco                 |      |
| 1978    | 1995      | Giuseppe Mengotti    |                      | Sindaco                 |      |
| 1995    | 2004      | Pierluca Schenini    | Lista civica         | Sindaco                 |      |
| 2004    | 2019      | Fabio Conti          | Lista civica         | Sindaco                 |      |
| 2019    | 2020      | Eva Iaioni           |                      | Commissario Prefettizio |      |
| 2020    | in carica | Celestino Pedrazzini | Lista civica         | Sindaco                 |      |

### Esplicative
1. ↑  Per il dialetto comasco, si utilizza l'ortografia ticinese, introdotta a partire dal 1969 dall'associazione culturale Famiglia Comasca nei vocabolari, nei documenti e nella produzione letteraria.
2. ↑  Grammaticalmente imperativo presente seconda persona singolare del verbo eo: vai!

### Bibliografiche
1. 1 2   Bilancio demografico mensile anno 2024 (dati provvisori), su demo.istat.it, ISTAT.
2. ↑   Classificazione sismica (XLS), su rischi.protezionecivile.gov.it.
3. ↑   Tabella dei gradi/giorno dei Comuni italiani raggruppati per Regione e Provincia (PDF), in Legge 26 agosto 1993, n. 412, allegato A, Agenzia nazionale per le nuove tecnologie, l'energia e lo sviluppo economico sostenibile, 1º marzo 2011,  p. 151. URL consultato il 25 aprile 2012 (archiviato dall'url originale il 1º gennaio 2017).
4. ↑   AA. VV., Dizionario di toponomastica. Storia e significato dei nomi geografici italiani., Milano, Garzanti, 1996,  p. 500, ISBN 88-11-30500-4.
5. ↑   Zona sismica, su zonasismica.it. URL consultato il 17 gennaio 2009 (archiviato dall'url originale il 15 febbraio 2009).
6. ↑  P. Bertarelli, Borgo di Menaggio, con le proprie et vicine delizie descritte, per N. Caprani stampator episcopale, Como, 1645.
7. ↑   Classificazione climatica Lombardia, dati Confedilizia, su confedilizia.it. URL consultato l'11-01-2009. (archiviato dall'url originale il 25 gennaio 2015).
8. ↑  C. Ratti,Aspetti e problemi dell'ambiente e società di Como, del Lario e della Valtellina, negli atti privati milanesi e comaschi nel sec. XI (1000 – 1075), Como, Camera del commercio industria artigianato ed agricoltura di Como, 1977, pag. 55.
9. ↑  Volume Magnum Statuta Cumarum – 1335, in Sezione d'Archivio di Stato, Como, Fondo Comunale, foglio 472 verso 475.
10. ↑  G. Carimati,  pag. 11.
11. ↑  Strabone, V, 1, 6, 213.
12. ↑  G. Luraschi, Furono 500 greco-siculi i primi colonizzatori del Lario, in Communitas, 3-4.
13. ↑  P. Boselli, Dizionario di toponomastica briantea, comasca e lecchese, ed. Stefanoni, Lecco, 1993, pag. 239.
14. ↑  P. Schenini, Cenni ...,  pag. 100.
15. ↑  Claudio Beretta, I nomi dei fiumi, dei monti, dei siti: strutture linguistiche preistoriche, HOEPLI EDITORE, 2003, ISBN 88-203-3098-9, pag. 45.
16. ↑  F. Bernini, Alla scoperta del Castelliere del XII secolo a.C., in Vivi Plesio, n. u. 2013, pag 21. Il sito è stato oggetto di una visita della Società archeologica comense.
17. ↑  G. Luraschi, Il "castellum" nella costituzione politica dei "Ligures Comenses", pag. 136.
18. ↑  Tito Livio, XXXIII, 36, 9-18.
19. 1 2 3 4 5  Borghese, p. 368.
20. ↑  Stefania Casini, Materiali del Golasecca iii a provenienti dal territorio comasco, in Rivista archeologica dell'antica Provincia e Diocesi di Como, Periodico di antichità e d'arte della Società archeologica comense. Fascicolo nº 165 – anno 1983, Pag 108 e seguenti.
21. ↑  R. De Marinis, L'età gallica in Lombardia (IV - I secolo a.C.): risultati delle ultime ricerche e problemi aperti in Atti 2º convegno archeologico regionale, Como, 1986, pag. 97.
22. ↑  Paolo Giovio, Larii lacus descriptio, Venezia, 1559.
23. ↑  F. Selva, Storia di Plesio, manoscritto inedito, 1996.
24. 1 2 3 4 5   Comune di Plesio, sec. XIV - 1757 – Istituzioni storiche – Lombardia Beni Culturali, su lombardiabeniculturali.it. URL consultato l'11 maggio 2020.
25. ↑  P. Marcellini, E. Ripamonti, Gian Domenico Caresana a S. Fedele in Plesio - 1603, in "Quaderni della biblioteca del convento francescano di Dongo, gennaio 1990, pag. 23.
26. ↑  B. Caizzi, Il Comasco sotto il dominio spagnolo, Ricciardi ed, Milano, 1980, pag 201.
27. ↑  Fernand Braudel parla delle vallate alpine quali "fabbriche di uomini" al servizio delle città, in Civiltà ed imperi del Mediterraneo, Torino, 1965.
28. ↑  M. Belloni Zecchinelli, L'antica emigrazione dalle sponde occidentali del Lario, Menaggio, 1994, pag. 51.
29. ↑  M. G. Martini, op. cit, pag. 64.
30. ↑  L. Pini, Movimenti di migrazione sul territorio del centrolago durante il secolo XVII in Communitas, 1988, pag. 31.
31. 1 2 3   Comune di Plesio, 1798 - 1815 – Istituzioni storiche – Lombardia Beni Culturali, su lombardiabeniculturali.it. URL consultato l'11 maggio 2020.
32. 1 2   Comune di Plesio, 1816 - 1859 – Istituzioni storiche – Lombardia Beni Culturali, su lombardiabeniculturali.it. URL consultato l'11 maggio 2020.
33. ↑   Comune di Plesio, 1859 - [1971] – Istituzioni storiche – Lombardia Beni Culturali, su lombardiabeniculturali.it. URL consultato l'11 maggio 2020.
34. ↑   cid. Carimati, Storia di Plesio, Brescia, Vannini ed., 1949.
35. ↑   Stemma Comune di Plesio, su Comuni italiani. URL consultato il 16-01-2009.
36. ↑   Bozzetti di stemma e gonfalone del Comune di Plesio, su ACS, Raccolta dei disegni degli stemmi di comuni e città. URL consultato il 4 ottobre 2024.
37. ↑   Chiesa di S. Fedele - complesso, Via alla Chiesa - Plesio (CO) – Architetture – Lombardia Beni Culturali, su lombardiabeniculturali.it. URL consultato il 17 aprile 2020.
38. ↑   Santuario della Madonna di Breglia - complesso, Via al Santuario - Plesio (CO) – Architetture – Lombardia Beni Culturali, su lombardiabeniculturali.it. URL consultato il 17 aprile 2020.
39. ↑   Santuari diocesani e templi votivi – Santuari Diocesani, su santuari.diocesidicomo.it. URL consultato il 21 novembre 2023.
40. ↑  https://anticadittaorganara.it/schede/Organo_Breglia_Plesio.pdf
41. ↑   Chiesa di S. Sebastiano, Via San Sebastiano - Plesio (CO) – Architetture – Lombardia Beni Culturali, su lombardiabeniculturali.it. URL consultato il 17 aprile 2020.
42. ↑   Chiesa di S. Maria Maddalena - complesso, Piazza della Chiesa - Plesio (CO) – Architetture – Lombardia Beni Culturali, su lombardiabeniculturali.it. URL consultato il 17 aprile 2020.
43. ↑   Chiesa di S. Bernardo, Piazza Don Umberto Marmori - Plesio (CO) – Architetture – Lombardia Beni Culturali, su lombardiabeniculturali.it. URL consultato il 17 aprile 2020.
44. ↑   Chiesa di S. Rocco, Via per Barna - Plesio (CO) – Architetture – Lombardia Beni Culturali, su lombardiabeniculturali.it. URL consultato il 17 aprile 2020.
45. ↑   Chiesa di S. Gregorio - complesso, Via per Carcente - Plesio (CO) – Architetture – Lombardia Beni Culturali, su lombardiabeniculturali.it. URL consultato il 17 aprile 2020.
46. ↑  Bartolini, p. 71.
47. ↑   Comune di Plesio, 1757 - 1797 – Istituzioni storiche – Lombardia Beni Culturali, su lombardiabeniculturali.it. URL consultato l'11 maggio 2020.
48. ↑  Statistiche I.Stat ISTAT  URL consultato in data 28-12-2012.
Nota bene: il dato del 2021 si riferisce al dato del censimento permanente al 31 dicembre di quell'anno. Fonte:  Popolazione residente per territorio - serie storica, su esploradati.censimentopopolazione.istat.it.
49. ↑  Viviplesio 2010, numero unico edito dall'amministrazione comunale di Plesio.
50. ↑  G. Brivio, 1978, op, cit, pag. 111.
51. ↑  M. G. Martini, op.cit, pag 33.